# Geo TV
Geo 电视网络是巴基斯坦的一個付费电视频道，成立于2002年5月。 2002年8月14日，该频道开始進入测试階段，2002年10月1日开始正式開播。  